# Vitor Valim
Vitor Pereira Valim (Fortaleza, 15 de maio de 1978) é um comunicador e político brasileiro filiado ao Partido Socialista Brasileiro (PSB). Foi vereador de Fortaleza, deputado estadual, deputado federal e prefeito de Caucaia por um mandato (2021-2024).

## Biografia
Nascido em 15 de maio de 1978 em Fortaleza, Vitor Valim começou a trabalhar aos 17 anos como promotor de eventos. Iniciou a carreira de comunicador apresentando um programa na Cidade AM, e em outubro de 2004 ingressou como comentarista no Cidade 190, da TV Cidade, depois assumindo a apresentação. Em 2008, foi eleito vereador de Fortaleza com 10 996 votos, reelegendo-se em 2012 com o voto de 29 952 eleitores, o segundo maior do pleito. Em 2014, elegeu-se deputado federal com 92 499 votos, e em 2018, deputado estadual.
Em 2020, Valim candidatou-se a prefeito de Caucaia, tendo o deputado federal Deuzinho Filho como vice na coligação 100% Caucaia. No primeiro turno, foi o segundo colocado com 47 171 votos, ou 27,87% do eleitorado, atrás de Naumi Amorim, então prefeito e candidato à reeleição, que recebeu o voto de 69 262 eleitores (40,93%). No segundo turno, a eleição terminou com a vitória de Valim, que, em uma virada apertada, obteve 83 588 votos (51,08%) sobre 80 045 de Naumi (48,92%).
Durante seu mandato como prefeito, Valim, eleito com apoio de um grupo de direita oposicionista ao governo do Ceará, distanciou-se de sua base e aliou-se à gestão estadual, que entre 2021 e 2022 era liderada pelo governador Camilo Santana, para possibilitar obras através de parceria, como a construção de espigões pelo litoral de Caucaia, a duplicação da rodovia CE-090, a reforma do Mercado das Malvinas e o asfaltamento de estradas vicinais, o que também causou o rompimento entre Valim e o vice-prefeito Deuzinho Filho, ainda aliado à oposição.
Assim, em março de 2022, terminou desfiliando-se do PROS, onde estava desde 2018, e em agosto de 2023, ingressou no PSB, partido que faz parte da aliança de Camilo e de Elmano de Freitas, governador desde o começo do ano. Ainda em sua gestão, Valim implementou o programa de gratuidade no transporte público Bora de Graça, em que a tarifa dos ônibus é arcada pela prefeitura com recursos de seu orçamento, tornando Caucaia a maior cidade do Brasil a adotar a medida.
Em 9 de dezembro de 2023, Maria Sofia Valim, de 19 anos, filha mais velha do prefeito, morreu após passar por um transplante de fígado por causa de problemas de saúde.